# Dearne
Dearne är en unparished area i Barnsley distrikt i South Yorkshire grevskap i England. Det inkluderar Bolton upon Dearne, Goldthorpe, Highgate, Thurnscoe och Thurnscoe East. Unparished area har 22 070 invånare (2001). Fram till 1974 var det ett separat distrikt.